# Фрост, Роберт
Роберт Ли Фрост (англ. Robert Lee Frost, 26 марта 1874, Сан-Франциско — 29 января 1963, Бостон) — американский поэт, один из крупнейших поэтов в истории США, четырёхкратный лауреат Пулитцеровской премии (1924, 1931, 1937, 1943). Член Американского философского общества.

## Биография

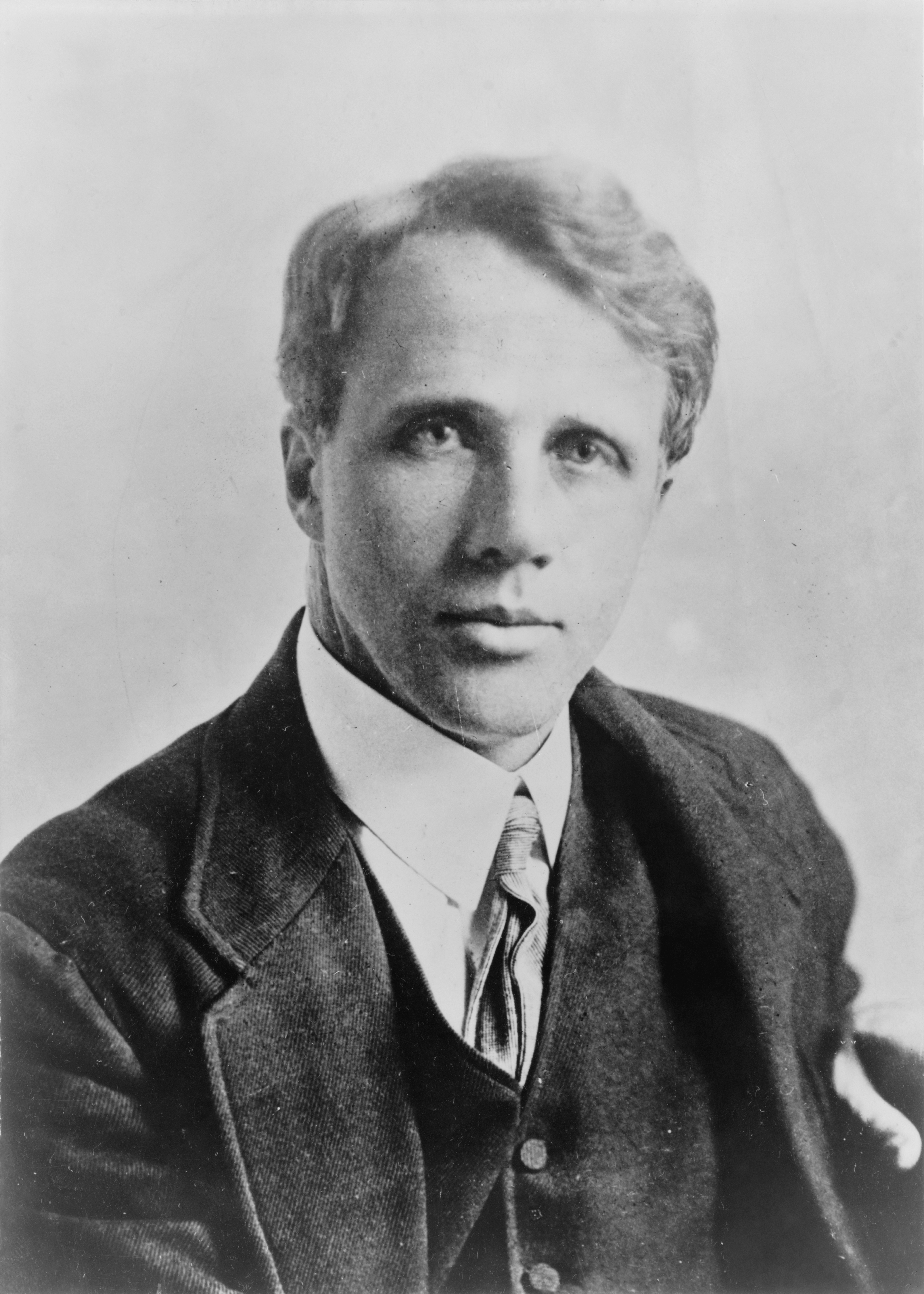
Роберт Фрост в молодости

Роберт Фрост родился в Сан-Франциско (Калифорния), в семье журналиста Уильяма Прескотта Фроста-младшего и шотландской иммигрантки Изабель Муди. Своё имя получил в честь Роберта Ли, главнокомандующего армией Конфедерации во время Гражданской войны. Его отец был потомком Николаса Фроста из Тивертона (Англия), который отплыл в Нью-Гэмпшир в 1634 году на судне «Вольфран». Фрост был также потомком Сэмюэля Эпплтона, одного из первых поселенцев Ипсуича (штат Массачусетс), и преподобного Джорджа Филлипса, одного из первых поселенцев Уотертауна (штат Массачусетс).
Отец Фроста был учителем, а затем редактором «Вечернего бюллетеня» (San Francisco Evening Bulletin) в Сан-Франциско (который позднее объединился с The San Francisco Examiner) и безуспешно пытался стать городским сборщиком налогов. 
После того, как отец умер от туберкулёза (5 мая 1885 года), оставив семье всего восемь долларов, семья переехала в Лоренс (штат Массачусетс), где жила под патронажем дедушки Роберта, Уильяма Фроста-старшего, который был смотрителем на фабрике. Фрост окончил среднюю школу Лоуренса в 1892 году. Мать Фроста присоединилась к сведенборгианской церкви и крестила его в ней, но, повзрослев, он оставил её.
Фрост вырос в городе, хотя и известен своей связью с сельской жизнью. Своё первое стихотворение он опубликовал в журнале своей средней школы. Он посещал Дартмутский колледж в течение двух месяцев, где был принят в братство Тета Дельта Хи (Theta Delta Chi). Фрост вернулся домой, чтобы преподавать и работать, а также помогать матери преподавать в классе непослушных мальчиков, доставлять газеты и работать на фабрике по обслуживанию угольных дуговых ламп. Такая работа не нравилась Фросту, он чувствовал, что его истинное призвание — поэзия.
В 1895 году женился на однокласснице Элинор Уайт, годом раньше напечатал первую подборку стихов. Некоторое время был школьным учителем и фермером. В 1897—99 годах посещал Гарвардский университет. Из шестерых детей Роберта и Элинор двое умерли в младенчестве. В 1900 году умерла от рака мать Фроста. В 1920 году ему пришлось отправить свою младшую сестру Джини в психиатрическую больницу, где она умерла спустя девять лет. Психическое заболевание, очевидно, было наследственным в семье Фроста, так как он и его мать страдали от депрессии, а его дочь Ирма была помещена в психиатрическую больницу в 1947 году. У жены Фроста, Элинор, также случались приступы депрессии. Многочисленные потери, с которыми ему пришлось столкнуться в молодости, предопределили стоический пессимизм фростовского мироощущения.

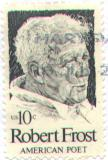
Почтовая марка США, посвящённая Р. Фросту

Первое десятилетие XX века семья Фроста провела в весьма стеснённом материальном положении на ферме в Нью-Гэмпшире. В США его стихи не находили издателя, поэтому на пороге сорокалетия Фрост принял непростое решение — продать ферму и начать литературную карьеру заново в Лондоне, куда он отбыл в августе 1912 г. Там при содействии Эзры Паунда ему удалось опубликовать (в 1913 г.) свой первый стихотворный сборник «A Boy’s Will», в котором ощущается влияние Вордсворта и Роберта Браунинга.
После начала Первой мировой войны Фрост вернулся в Нью-Гэмпшир, где приобрёл новую ферму, которая, впрочем, не приносила ему прибыли. Его слава на родине постепенно росла, и в 1923 году его четвёртая книга «New Hampshire» (Нью-Гэмпшир) была удостоена Пулитцеровской премии. В неё входят пространные сюжетные стихотворения «Жены Пола», «Ведьмы с Коса» и более лапидарная и изящная медитативная лирика. Направленность на философичность и утончённый психологизм отличают «Местами голубое», «Огонь и лёд», «Всё золотое зыбко». В стихах тех лет косвенно отразилось изучение Фростом древнегреческих трагиков, особенно Еврипида. 
Остаток своей жизни национальный поэт США провёл, проживая в кампусах различных университетов Новой Англии, зачастую в качестве приглашенного лектора.
В 1962 году по просьбе президента США Дж. Кеннеди Фрост посетил СССР в качестве «посла доброй воли» и был тепло принят в Союзе писателей СССР. На вопрос журналиста, не находит ли он затруднительным общаться с советскими людьми, не зная русского языка, ответил: «Но ведь мы смеёмся на одном языке». В ходе беседы с Н. С. Хрущёвым призвал к «благородному соперничеству» между СССР и США, которое должно прийти на смену конфликтам. Также состоялась встреча Фроста с Анной Ахматовой, она прочла ему своё новое стихотворение «Последняя роза» с эпиграфом из И. Бродского. Фрост говорил об «определяющем воздействии» И. С. Тургенева на становление своего творчества.

## Творчество
Внешней канвой стихов Фроста на протяжении всего творческого пути оставались сельские реалии Новой Англии. Поэт рисует жителей сельской местности за повседневными занятиями, которые в его трактовке приобретают глубокое философское содержание («Mowing»). Его излюбленный лирический герой — фермер из Нью-Гэмпшира. Все эти черты в полной мере проявились во втором сборнике «North of Boston» (1914), многие стихотворения которого стали хрестоматийными и подлежат обязательному изучению в американских школах (например, «Mending Wall»).

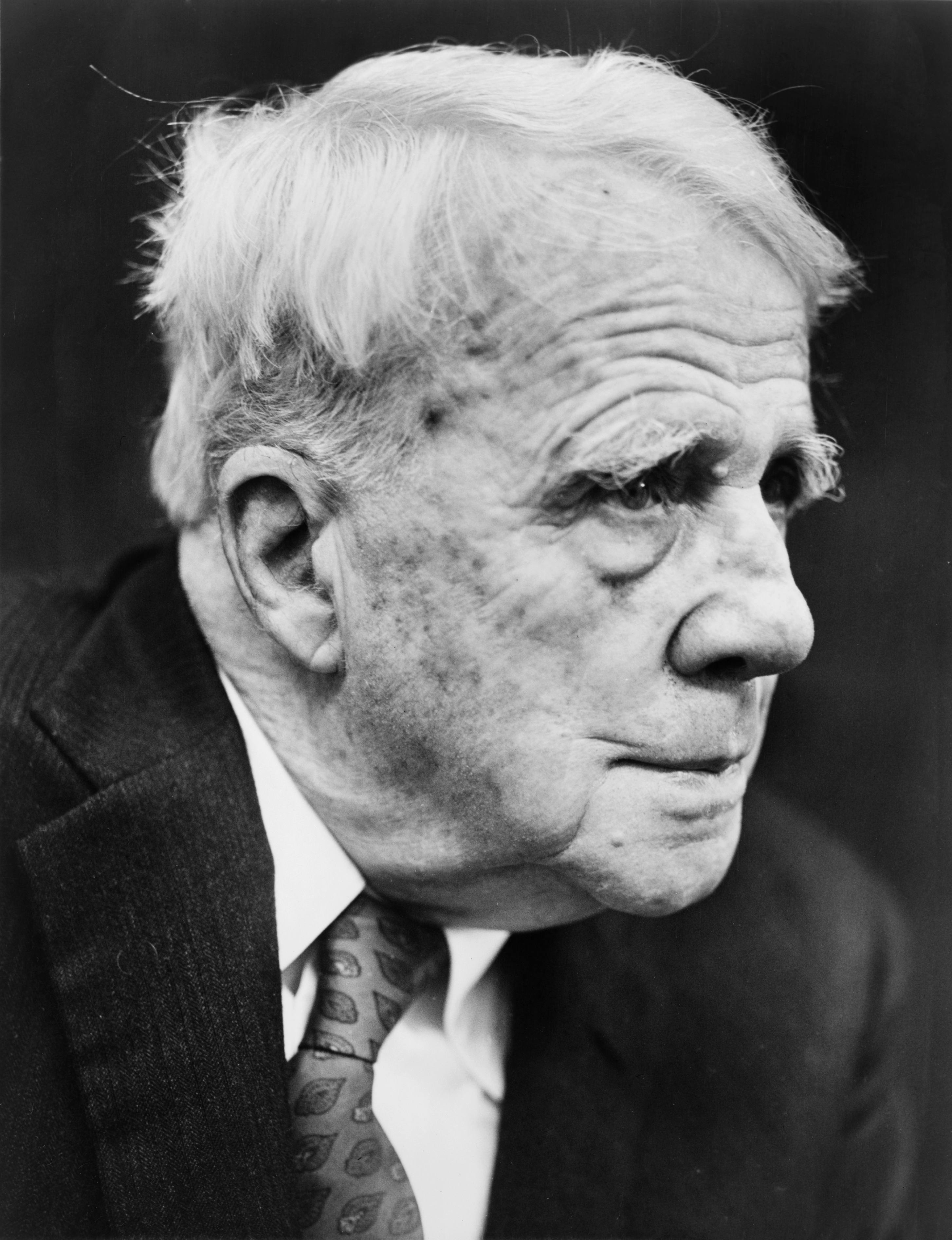
Роберт Фрост

В зрелые годы Фрост часто обращается к форме сонета, на первый план выступают мотивы безысходного одиночества и отчужденности («Acquainted with the Night»). Стихи позднего Фроста насыщены метафизическим подтекстом («Directive») и прямыми библейскими аллюзиями («Never Again Would Birds' Song Be The Same»).
«В массовом культурном сознании Фрост быстро превратился в доброго мудрого дедушку, чуть ли не певца фермерского труда». Он был отмечен многими знаками отличия, а в 1961 году поэт получил приглашение прочесть своё стихотворение «Дар навсегда» (англ. The Gift Outright, 1942) на церемонии инаугурации президента Джона Кеннеди.
Последний сборник стихов поэта — «In the Clearing» — появился в 1962 году.
Особенностью поэтической манеры Фроста является то, что эпизоды повседневной человеческой деятельности неизменно получают у него многослойное философско-метафизическое осмысление («After Apple-Picking», «Birches»). Продолжая браунинговскую традицию драматического монолога, Фрост вводит в оборот стихотворные диалоги, наполненные разговорными интонациями и тонким психологизмом («The Black Cottage», «Home Burial» — предмет эссе Бродского).
Основная часть стихотворного наследия поэта обыгрывает тему отношений человека с вечной природой, которая предстает у Фроста принципиально непостижимой и чуждой человеку, а нередко таит в себе имманентную угрозу («Stopping By Woods On A Snowy Evening» — самое хрестоматийное стихотворение американской поэзии XX в.). Результаты человеческой деятельности теряются в беспредельности и бессмысленности окружающего мира («The Wood-Pile», «The Most of It»).
Среди почитателей его таланта — Владимир Набоков, Хорхе Луис Борхес, Иосиф Бродский. Последний в своей нобелевской лекции назвал Фроста одним из пяти поэтов, наиболее повлиявших на его творчество.

## Награды и признание
Фрост был номинирован на Нобелевскую премию по литературе 31 раз.
В июне 1922 года Лига женских клубов штата Вермонт избрала Фроста поэтом-лауреатом штата Вермонт. Когда редакционная статья New York Times подвергла резкой критике решение женских клубов, Сара Клегхорн и другие женщины написали в газету в защиту Фроста.
22 июля 1961 года Фрост был назван законодательным собранием штата поэтом-лауреатом Вермонта на основании Совместной резолюции R-59 Законов 1961 года, которая также создала эту должность.
Роберт Фрост получил Боллингенскую премию в 1963 году.

## Семья
У Элинор и Роберта Фроста было шестеро детей: сын Эллиот (1896—1900, умер от холеры); дочь Лесли Фрост Баллантайн (1899—1983); сын Кэрол (1902—1940, покончил жизнь самоубийством); дочь Ирма (1903—1967); дочь Марджори (1905—1934, умерла после родов в результате послеродовой лихорадки); и дочь Элинор Беттина (умерла через три дня после её рождения в 1907 году). Только Лесли и Ирма пережили своего отца. У жены Фроста, у которой были проблемы с сердцем на протяжении всей её жизни, развился рак молочной железы в 1937 году, и она умерла от сердечной недостаточности в 1938 году.

## Публикации на русском языке
- Из девяти книг. — М.: Изд-во иностр. лит-ры, 1963
- Избранная лирика / Пер. М. Зенкевича и А. Я. Сергеева. Вступит. слово Э. Межелайтис. — М.: Молодая гвардия, 1968. — 48 с.; — 100 000 экз. (Избранная зарубежная лирика)
- Стихи. Сборник. — Сост. и общ. ред. перев. Ю. А. Здоровова. Предисловие А. М. Зверева. — На англ. яз. с параллельным русским текстом. — М.: Радуга, 1986. — 432 с. — 35 000 экз.
- Другая дорога: Стихотворения. / Составление, перевод, предисловие Г. Кружкова. — М.: АРГО-РИСК; Прогресс, 1999. — На англ. яз. с параллельным рус. текстом.
- Неизбранная дорога / Сост., предисл. и примеч. В. Л. Топорова; пер. с англ. Н. М. Голя, М. А. Зенкевича, В. Л. Топорова и др.. — СПб.: ООО «Издательский Дом „Кристалл“», 2000. — 416 с. — (Библиотека мировой литературы. Малая серия). — 10 000 экз. — ISBN 5-8191-0094-8.